# دانیلا هررو

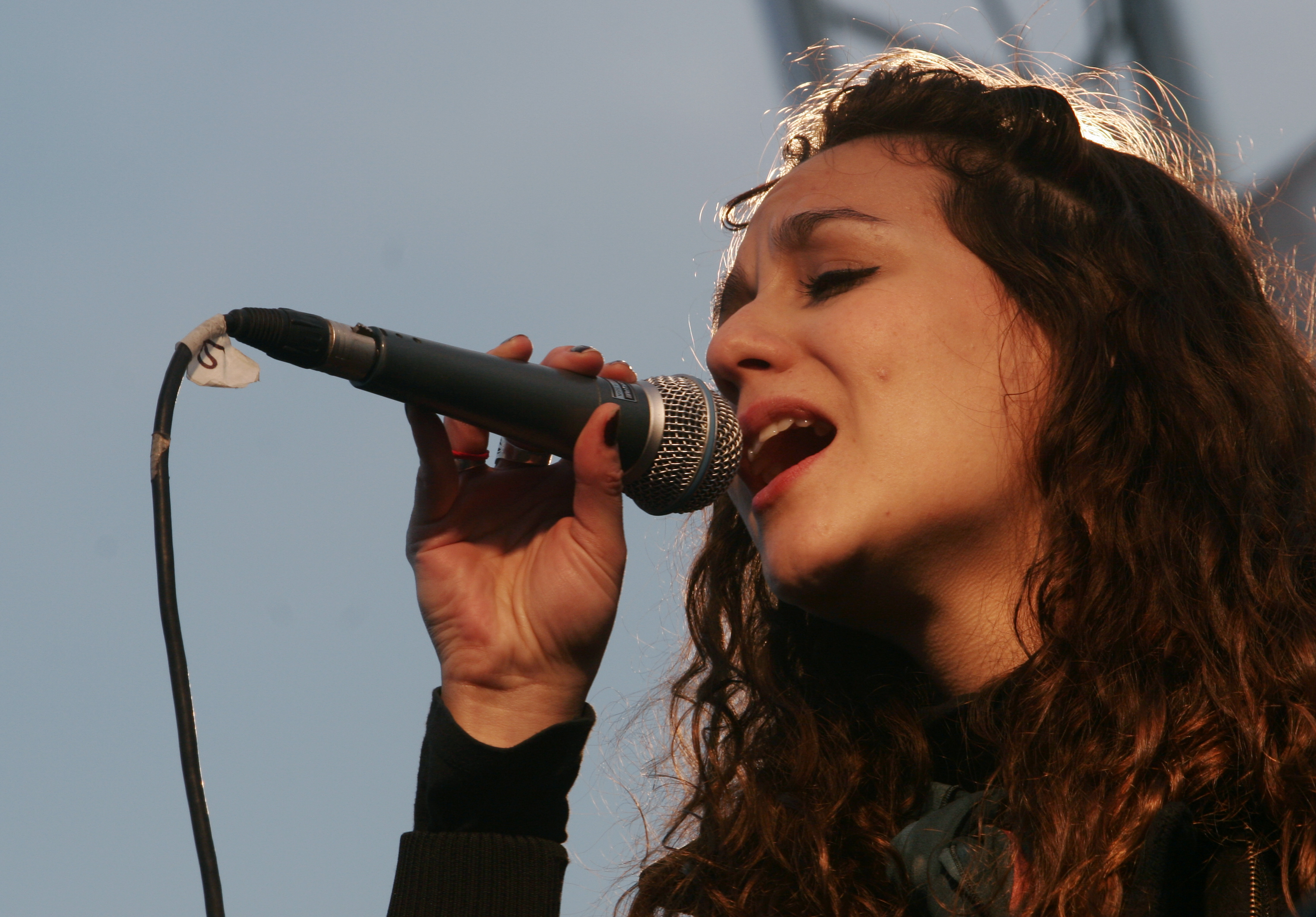

دانیلا هررو (برازاتگی، ۱۹ اوت ۱۹۸۵) خواننده و بازیگر آرژانتینی است. اولین آلبوم او که در سال ۲۰۰۱ منتشر شد، دانیلا هررو، به موفقیت شگفت‌انگیزی دست یافت. این آلبوم از ۱۲ آهنگ تشکیل شده‌است که علاوه بر حضور نویسندگان مشهوری مانند کوتی سوروکین، در ریتم‌های مختلف موسیقی حرکت می‌کنند.